# Rosnice zlatá
Rosnice zlatá (Ranoidea aurea, dříve Litoria aurea) je druh žáby pocházející z jihovýchodní Austrálie. Patří mezi největší australské žáby: průměrná délka se pohybuje mezi 6 a 8 centimetry, ale může dosáhnout délky až 11 centimetrů. Samice jsou větší než samci. Zbarvení je olivové až bronzové s nazlátlými skvrnami. 
Pochází z oblasti Modrých hor, v devatenáctém století byla úspěšně vysazena na Novém Zélandu a Nové Kaledonii. Obývá vlhké lesy a bažiny do nadmořské výšky 800 metrů. Žije převážně na stromech, bývá aktivní i ve dne a často se vyhřívá na kamenech. V okolí Sydney se přizpůsobila blízkosti člověka a obývá brownfieldy nebo golfová hřiště. Jedna populace žije v oblasti Homebush Bay, kde se plánovala výstavba sportovišť pro Letní olympijské hry 2000, ale po protestech ochránců přírody bylo zvoleno jiné místo.
Živí se hmyzem, kroužkovci a měkkýši, byl u ní také pozorován kanibalismus. Období rozmnožování trvá od října do března. Samice klade 3000 až 10 000 vajíček, pulci se líhnou po 2 až 3 dnech a dospívají v závislosti na zdrojích potravy ve dvou až jedenácti měsících. Dožívá se až patnácti let. Napadá ji parazitická houba Batrachochytrium dendrobatidis a kvůli výraznému poklesu populace byla zařazena mezi zranitelné taxony.
Druh popsal v roce 1827 francouzský přírodovědec René Lesson. Kvůli podobnému vzhledu byla rosnice zlatá dříve řazena mezi skokanovité. Populace v okolí města Ulong (Nový Jižní Wales) bývá někdy označována za samostatný poddruh R. a. ulongae.